# Brauhausstraße 17 (Merkendorf)
Das Wohnhaus Brauhausstraße 17 ist ein eingeschossiger giebelständiger Steildachbau in der Brauhausstraße 17 der Stadt Merkendorf im Fränkischen Seenland (Mittelfranken) und steht unter Denkmalschutz.

## Bau
Das ehemalige Doppelhaus wurde im 18. Jahrhundert errichtet.